# Província de Vratsa
Vratsa és una província del nord-oest de Bulgària, fronterera amb Romania. La principal ciutat és Vratsa, altres ciutats inclouen Biala Slàtina, Kozloduy, Krivodol, Mezdra, Mizia, Oriahovo. La regió fa frontera al nord amb el riu Danubi, i al sud amb la Província de Sofia. Té una àrea de 3,621.8 km². La població de 235,189 habitants és distribuïda en 10 municipalitats.